# ミラーリング
ミラーリング (Mirroring)
- コンピュータにおけるミラーリング。本項で詳述する。
  - 複数のファイルやディレクトリ構造を、別のストレージにまったく同じ構成で複製すること。
  - 全く同じ画面表示を複数のディスプレイで行うこと。
- コミュニケーション手法の一つ。相手の動作に対して、まるで鏡のように自分の動作も合わせる方法のこと。

## 一方向同期
一方向同期とも呼ばれ、ファイルは常にソースからターゲットに向けてコピーされ、ターゲット側からソース側に書き戻されることはない。

### ディスクミラーリング

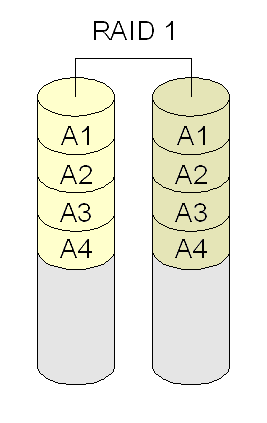
RAID 1の概念図。データをA1-4に分割して同じデータを同時に書き込む。

ハードディスクドライブ障害の対策として、複数のローカルなディスクドライブに同一の内容を記録すること。ディスクドライブのミラーリングで使用されたディスクをミラーリングディスクと呼ぶ。主に高可用性を求められるサーバ用途に使用されるほか、小規模サーバや個人のコンピュータでも使用される。RAIDと呼ばれる技術では、複数のディスクドライブを仮想的に単一のディスクとして運用することができる。RAIDはその目的に応じ、0から6までのレベルがあり、そのなかで、RAID1（レベル1）をミラーリングと呼ぶ。
ハードディスクドライブのミラーリングには、OSやミドルウェアなどのソフトウェアによるものとディスクアレイ、RAIDコントローラカードを使用したハードウェアによるものがある。通常、ミラーリングを構成する複数のディスクに同時書き込みを行い、読み出しは主となる単一のディスクから行う。主となるディスクに障害が発生した場合、すみやかに他のディスクへのフェイルオーバーが行われる。また、障害発生時にシステムを停止させることなくディスクの交換（活性挿抜・ホットスワップ）が可能である。
ネットワークにより遠隔地のストレージに複製を行うことをレプリケーションと呼ぶ。

### ディレクトリのミラーリング
データやファイルなどのバックアップや共有、公開のために、ディレクトリを別のコンピュータに複製すること。OSの提供する単純なコピーを使用するほか、rsyncなどのソフトウェアを使用する。一度、すべての資源をミラーしておき、定期的、オリジナルの変更時、その他必要に応じ差分のみをコピーすることで同一性を維持することができる。ローカルにサーバと同様のディレクトリツリーを構築し、公開サーバにミラーリングすることをミラーリングアップロードと呼ぶ。また後述のミラーリングサーバを実現するためにサーバ間でミラーリングが行われる。

### ミラーリングサーバ
インターネットでの負荷分散および冗長性の確保のために使用される。ミラーサーバとも呼ぶ。WebサーバやFTPサーバなどを用いて情報やファイルなどの資源を公開する際に、特定のサーバへの負荷の集中の回避、遠隔地とのインターネット帯域の節約、障害の発生やメンテナンスによるサーバのダウン時のアクセスの確保などが目的である。ミラーリングサーバのなかには、代表のURLにアクセスすると、ミラーを構成するサーバ群の中から、負荷の軽いサーバやネットワーク的に近いミラーに接続を行うものもある。
ウェブサイトのミラーリングサーバについては、ミラーサイトを参照。
大規模なソフトウェアの配布には、大きな負荷がかかるため、ミラーリングサーバが利用されている。
Ring Serverプロジェクト（Ring Server プロジェクト）は、日本において大規模なミラーリングサーバ網の構築・運営を行っている、有志団体および個人の共同研究プロジェクトである。

## ミラーリングディスプレイ
ひとつのコンピュータに複数のディスプレイを接続し、同一の画面を表示させること。ふたりの人間が対面に座った場合や、大きな画面にミラーリングしてプレゼンテーションなどを行う場合など、ひとつのディスプレイを複数の人間が見るのが困難な場合に使用される。主に1対1の無線通信によるディスプレイ伝送技術で、ストリーミング技術を用いてホストの画像、音声、動画を別のデバイスに送ることができる。Wi-Fi Allianceによって策定されたMiracast（ミラキャスト）という規格を略し、海外では Castとも呼ばれる。また、コンピュータでは1つの画面を別のコンピュータやディブプレイに写す為に様々な装置やプログラムが存在する。

### 主なミラーリングディスプレイ方法
- AirPlayミラーリング
- ApowerMirror
- Google Cast（英語版）
- LetsView
- LonelyScreen  ()
- Mobizen (https://www.mobizen.com )
- Squirrels (https://www.airsquirrels.com )